# قاعدة كولومبوس الحربية
قاعدة كولومبوس الحربية (إياتا: CBM، إيكاو: KCBM، معرف الموقع إف إيه إيه: CBM) (بالإنجليزية: Columbus Air Force Base)‏ هي قاعدة للقوات الجوية الأمريكية تقع في كولومبوس، مسيسيبي.
الجزء السكني من القاعدة هو مكان مخصص للتعداد، ويبلغ عدد سكانه 1،604 نسمة في تعداد 2020.

## وصلات خارجية
- الموقع الرسمي